# Juan Pablo Nieto
Juan Pablo Nieto Salazar (Pereira, Risaralda, Colombia; 25 de febrero de 1993) es un futbolista colombiano que juega de centrocampista. Su equipo actual es el Deportes Tolima de la Categoría Primera A.

## Trayectoria

### Alianza Petrolera
Surgido de las inferiores de Olimpia escuela de fútbol de la ciudad de Pereira. Jugó un año en las reservas de Racing club de Avellaneda en Argentina.
Debuta con el primer equipo del Atlético Nacional durante una gira de partidos amistosos que tuvo el club en 2011. Al no tener espacio en el equipo (durante 1 año solo jugó amistosos) fue cedido en junio por un año al Alianza Petrolera de la categoría primera B.
Durante 2012 fue pieza fundamental del club que logró el título del torneo finalización 2012 de la segunda división y también fue fundamental en la serie que definió al campeón de la segunda división en diciembre ganándole al América de Cali (campeón del primer semestre). Ya en primera división no jugó mucho con el club ya que fue convocado por la selección sub-20 de Colombia y luego de volver de la selección juvenil sufrió una lesión de tibia y peroné que lo incapacito por cuatro meses y que frustró su traspaso al Udinese de Italia.

### Atlético Nacional
En junio de 2013 culminó su cesión con el Alianza Petrolera y volvió al Atlético Nacional para culminar su recuperación. A pesar de que el tiempo estimado de su recuperación en Nacional era de 2 meses, no jugó ningún partido en el semestre con Nacional debido a que sufrió una complicación en su operación de la tibia y peroné aunque fue dado de alta a finales de diciembre de ese año.
El 27 de julio de 2016, se consagró campeón de la Copa Libertadores de América en un global de 2 a 1 frente a Independiente del Valle de Ecuador, logrando así su primer título internacional.

### Once Caldas
En julio de 2018 es cedido al Once Caldas. Debuta el 23 de julio en la victoria por la mínima en su visita a Jaguares de Córdoba. Marca su primer gol con el club el 13 de septiembre en el empate contra Santa Fe como visitantes por Copa, el 10 de octubre marca en el empate a un gol en casa de La Equidad. Vuelve a marcar gol el 25 de marzo de 2019 en la victoria 2 por 0 en El Campin contra Independiente Santa Fe.

### Deportes Tolima
En junio del 2019 llegó al Deportes Tolima de la ciudad de Ibagué en donde debutó el 27 de julio del mismo año, en el primer semestre del 2021 quedó campeón con el equipo vinotinto y oro del Torneo Apertura 2021.

## Selección nacional
En el 2012 fue convocado para integrar la Selección de fútbol sub-20 de Colombia. Fue campeón del Campeonato Sudamericano de Fútbol Sub-20 de 2013 realizado en Argentina.
Debido a una lesión en la tibia y peroné no pudo ser convocado para disputar el Torneo Maurice Revello y la Copa Mundial de Fútbol Sub-20 el mismo año.

### Participaciones internacionales
| Campeonato                  | Sede      | Resultado | Partidos | Goles |
| --------------------------- | --------- | --------- | -------- | ----- |
| Sudamericano Sub-20 de 2013 | Argentina | Campeón   | 7        | 2     |

## Estadísticas
- Actualizado de acuerdo al último partido jugado el 9 de agosto del 2025.

| Club              | País     | Año           | Partidos | Goles | Asist |
| ----------------- | -------- | ------------- | -------- | ----- | ----- |
| Alianza Petrolera | Colombia | 2012-2015     | 48       | 2     | 0     |
| Atlético Nacional | Colombia | 2016-2018     | 77       | 5     | 2     |
| Once Caldas       | Colombia | 2018-2019     | 45       | 3     | 0     |
| Deportes Tolima   | Colombia | 2019-presente | 204      | 12    | 13    |
| Total             | Total    | Total         | 374      | 22    | 15    |

## Palmarés

### Torneos nacionales
| Título                | Club              | País     | Año  |
| --------------------- | ----------------- | -------- | ---- |
| Categoría Primera B   | Alianza Petrolera | Colombia | 2012 |
| Superliga de Colombia | Atlético Nacional | Colombia | 2016 |
| Copa Colombia         | Atlético Nacional | Colombia | 2016 |
| Categoría Primera A   | Atlético Nacional | Colombia | 2017 |
| Categoría Primera A   | Deportes Tolima   | Colombia | 2021 |
| Superliga de Colombia | Deportes Tolima   | Colombia | 2022 |

### Torneos internacionales
| Título                                   | Club                      | País      | Año  |
| ---------------------------------------- | ------------------------- | --------- | ---- |
| Campeonato Sudamericano de Fútbol Sub-20 | Selección Colombia Sub-20 | Argentina | 2013 |
| Copa Libertadores                        | Atlético Nacional         | Colombia  | 2016 |
| Recopa Sudamericana                      | Atlético Nacional         | Colombia  | 2017 |